# Skull Fist
Skull Fist je kanadská heavymetalová hudební skupina založená v roce 2006 v Torontu. Jejím debutem se stal extended play Heavier Than Metal vydaný v roce 2010. O rok později následovalo plnohodnotné album Head of the Pack a v roce 2014 vyšla prozatím poslední deska Chasing the Dream. Hudebním stylem se kapela vrací ke klasickému heavy metalu.

## Sestava
- Zach Slaughter – zpěv, kytara (2006–2015, od 2015)
- Jonny Nesta – kytara (od 2011)
- Casey Slade – basová kytara (od 2011)
- JJ Tartaglia – bicí (od 2014)

Bývalí členové
- Sir Shred – kytara (2006, 2010–2011)
- Caleb Beal – kytara (2009)
- Alison Thunderland – bicí (2009–2011)
- Jake Purchase – bicí a perkuse (2011–2012)
- Chris Steve – bicí (2013–2014)

## Diskografie
- No False Metal (2006; demo album)
- Heavier Than Metal (2010; EP)
- Head of the Pack (2011)
- Chasing the Dream (2014)